# 諾力
諾力（Nori）是在托爾金小說《哈比人歷險記》裡登場的一名角色。
諾力是參與孤山任務任務的索林·橡木盾（Thorin Oakenshield）及比爾博·巴金斯（Bilbo Baggins）十二伙伴之一，和另外兩名矮人朵力和歐力為兄弟關係。他戴著紫色帽子，會演奏長笛，也愛好美食。
他在慘烈的五軍之戰中倖存下來，之後與其他同伴們一起定居孤山。諾力在愛隆會議與魔戒聖戰時期依舊健在，並可能於河谷鎮之役中對抗索倫派來的軍隊。

## 改編
在《哈比人電影系列》裡，諾力由傑德·布拉非飾演。根據電影編劇們的設想，諾力擅長於竊盜手法，他在十三名矮人中地位較低。

## 外部連結
- 互联网电影数据库上諾力的资料（英文）
- 諾力（页面存档备份，存于）在TheOneRing.net網站上的介紹（英文）
- 諾力（页面存档备份，存于）在時代雜誌上的介紹（英文）
- 諾力（页面存档备份，存于）在阿爾達百科全書上的條目（英文）